# Gran Depresión (siglo XV)
La Gran Depresión fue una depresión económica  ocurrida en Inglaterra desde la década de 1430 hasta la de 1480.

## Historia
La Gran Depresión ocurrió en Inglaterra entre aproximadamente 1440 y 1480. La desaceleración económica comenzó en la década de 1430 en el norte del país, extendiéndose hacia el sur en la década de 1440, con la economía sin tener la capacidad de recuperarse hasta la década de 1480. La Gran Caída tuvo lugar contrastando con una crisis comercial más amplia en el norte de Europa, impulsada por la escasez de plata (la cual era esencial para la oferta monetaria), y un colapso en el comercio. Algunos reportes se refieren al acontecimiento como una "crisis crediticia".
Algunos académicos atribuyeron esta caída a los efectos de la Guerra de los Cien Años y a los bloqueos económicos sufridos por Inglaterra debido a sus depredaciones en Francia y sus guerras con España y la Liga Hanseática. También se dijo que fue impulsada por múltiples pérdidas de cosecha en la década de 1430 y enfermedades entre el ganado, lo que elevó el precio de los alimentos y dañó la economía en general.
El impacto de la Gran Depresión fue de gran alcance en toda Inglaterra. Ciertos grupos se vieron particularmente afectados: las exportaciones de telas cayeron un 35 por ciento en solo cuatro años a finales de la década de 1440; colapsando hasta un 90 por ciento en algunas partes del sudoeste. Los precios de bienes de comercio restante cayeron dramáticamente también. Los precios de los bienes comerciales restantes también cayeron dramáticamente. Las rebeliones populares se produjeron en 1450 bajo el liderazgo de Jack Cade, y los eventos contribuyeron al estallido de las Guerras de las Rosas en la década de 1460.
Una de las formas en las que los comerciantes ingleses sobrevivieron a la Gran Caída fue a través de la formación de redes de comerciantes, las cuales les permitieron organizarse en grandes conglomerados.
Esto permitió el acceso al bullion necesario y a un crédito bien protegido.